# 陽だまりの道
「陽だまりの道」（ひだまりのみち）は、コブクロの25枚目のシングル。2014年6月4日にワーナーミュージック・ジャパンから発売された。

## 解説
前作「今、咲き誇る花たちよ」から4ヶ月ぶりのシングル。関西テレビ制作・フジテレビ系ドラマ「ブラック・プレジデント」の主題歌として書き下ろされた。
ファンサイト限定版には「KOBUKURO LIVE TOUR 2014"陽だまりの道"」のツアーパンフレットが付属する。また、限定版にのみ「陽だまりの道 (Acoustic ver.)」が収録される。

## 収録曲
全曲作詞・作曲：小渕健太郎、編曲:コブクロ
1. 陽だまりの道（5：33）
関西テレビ制作・フジテレビ系ドラマ「ブラック・プレジデント」主題歌。紀陽銀行CMソング。
2. BEST FRIEND（4：33）
東京ドームシティ夏季イベント「ドラマチック遊園地withKOBUKURO」テーマソング
3. サイ（レ）ン（5：12）
4. 陽だまりの道（Instrumental）（5：33）
5. BEST FRIEND（Instrumental）（4：33）
6. サイ（レ）ン（Instrumental）（5：09）

ファンサイト特別限定盤
1. 陽だまりの道
2. BEST FRIEND
3. サイ（レ）ン
4. 陽だまりの道 (Acoustic ver.)
5. 陽だまりの道（Instrumental）
6. BEST FRIEND（Instrumental）
7. サイ（レ）ン（Instrumental）

## 収録アルバム
- TIMELESS WORLD(#1,3)
- ALL TIME BEST 1998-2018(#1)
- ALL SEASONS BEST (#1)

※「BEST FRIEND」はアルバム未収録